# María Teresa de Vallabriga

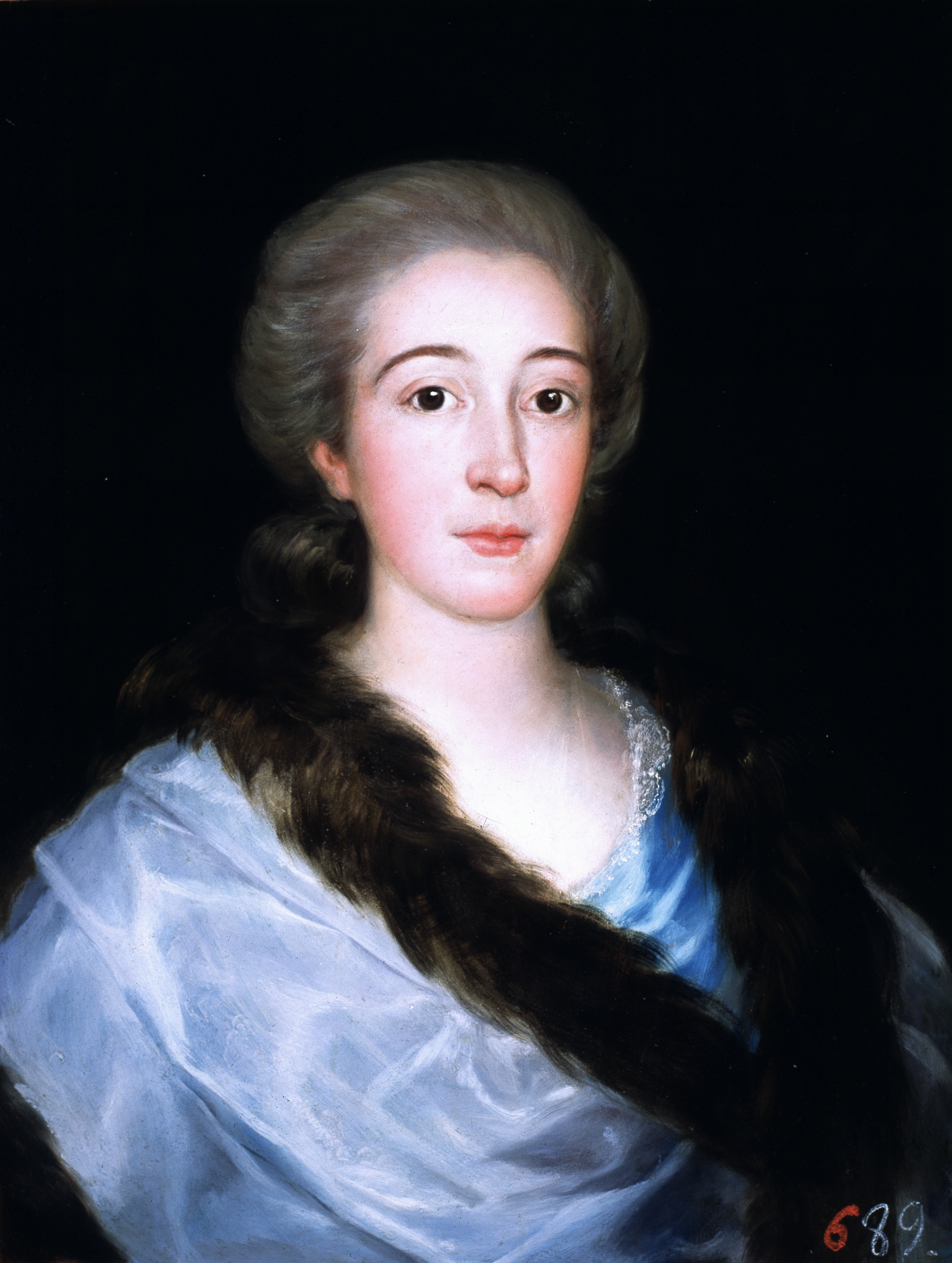
María Teresa de Vallabriga – Porträt von Francisco de Goya (1783)

María Teresa de Vallabriga, Rozas, Español y Drummond de Melfort (* 6. November 1759 in Saragossa; † 26. Februar 1820 ebenda) war die Gemahlin von Luis de Borbón y Farnesio, dem jüngeren Bruder des spanischen Königs Karl III.; mit ihm hatte sie drei Kinder.

## Biografie
María Teresa de Vallabriga war die Tochter von José Ignacio de Vallabriga y Español, Señor de Soliveta, dem Oberstleutnant eines Freiwilligenregimentes, und der in erster Ehe verwitweten Josefa de Rozas y Drummond de Melfort, 4. Gräfin von Castelblanco. Sie gehörte somit nicht dem spanischen Hochadel an.
Über ihre Jugendjahre ist nichts bekannt. Am 18. Januar bzw. 27. Juni 1776 (das Ehedatum wird in den verschiedenen Quellen unterschiedlich angegeben) schloss sie – erst sechzehnjährig – eine Morganatische Ehe mit dem um fast 34 Jahre älteren Luis de Borbón y Farnesio (1727–1785), der, um für seine Nachkommen die Thronfolge zu sichern, noch im gleichen Jahr eine Pragmatische Sanktion erließ. In den Folgejahren bis zum Tod ihres Gemahls (1785) gebar sie drei Kinder, die beiden Töchter im Palast von Velada, denn die architektonische Strenge des von Ventura Rodríguez entworfenen und noch nicht zur Gänze fertiggestellten Palacio de la Mosquera in Arenas de San Pedro erschien ihr wohl unerträglich. Im Rahmen einer Auflistung der hinterlassenen Vermögenswerte ihres Mannes wurde im Jahr 1787 ein Wert von sieben Millionen Reales ermittelt, der jedoch in der Hauptsache aus Immobilien und einer großen Kunstsammlung bestand. Nach der Eheschließung ihrer ältesten Tochter María Teresa de Borbón y Vallabriga mit Manuel de Godoy im Jahre 1797 erhielt sie das Recht auf den Titel Infantin (infanta); außerdem wurde sie in den – nach der Gemahlin des neuen Königs Karl IV., Maria Luise von Bourbon-Parma benannten – Königlichen Marien-Louisen-Orden aufgenommen. In den Wirren der französischen Besetzung Spaniens und des spanischen Unabhängigkeitskrieges (1807–1813) flohen sie und ihre Tochter María Luisa nach Palma de Mallorca. Im Jahre 1813 kehrten beide nach Spanien zurück. Über ihr weiteres Leben ist nicht viel bekannt. Bis zu ihrem Tode im Jahr 1820 lebte sie in ihrer Heimatstadt Saragossa, wo sie in der Krypta der Basilica del Pilar beigesetzt ist.

## Bilder
Es existieren mehrere Porträts von María Teresa de Vallabriga von der Hand Goyas (siehe Commons), der häufig bei der Familie zu Gast war und auch die anderen Familienmitglieder wiederholt porträtierte.

## Nachkommen
- Luis María de Borbón y Vallabriga (1777–1823) – 14. Graf von Chinchón, dann Erzbischof von Toledo und Kardinal; beigesetzt in der Kathedrale von Toledo
- María Teresa de Borbón y Vallabriga (1780–1828) – nach dem Amtsverzicht ihres Bruders die 15. Gräfin von Chinchón und 1. Marquesa von Boadilla del Monte; ⚭ Manuel de Godoy; beigesetzt in der Kapelle des Palacio del Infante don Luis
- María Luisa de Borbón y Vallabriga (1783–1848); ⚭ Joaquín José de Melgarejo y Saurín, Herzog von San Fernando de Quiroga; ebenfalls in der Kapelle des väterlichen Palastes beigesetzt